# Nivaklé
Le nivaklé (ou nivaclé, chulupi, ajlujlay, ashlushlay) est une langue mataguayo parlée dans les départements de Presidente Hayes et de Boquerón au Paraguay ainsi qu'en Argentine dans le Nord-Est de la province de Salta par 18 200 Nivaklé.

## Écriture
José Seelwische publie plusieurs ouvrages sur le nivaklé avec sa propre orthographe utilisant l’alphabet latin à partir des années 1970 ; et publie en 1980 son dictionnaire nivaklé-espagnol qui est révisé en 1990.
Le comité linguistique du peuple nivaklé (CLPN) est créé en 2010 afin d’unifier les orthographes utilisées dans les écoles catholiques et menonnites, de publier un nouveau dictionnaire basé sur celui de Seelwische, de produire des ouvrages d’apprentissage et de promouvoir la langue et culture nivaklé. Le nouvel alphabet adopté est basé sur celui de Seelwische avec quelques modifications.